# Montebello (ort i Colombia, Antioquia, lat 5,95, long -75,53)
Montebello är en ort i Colombia.   Den ligger i departementet Antioquía, i den centrala delen av landet, 220 km nordväst om huvudstaden Bogotá. Montebello ligger 2 395 meter över havet och antalet invånare är 2 007.
Terrängen runt Montebello är kuperad åt nordväst, men åt sydost är den bergig. Montebello ligger uppe på en höjd. Runt Montebello är det ganska tätbefolkat, med 60 invånare per kvadratkilometer. Närmaste större samhälle är Caldas, 19,9 km nordväst om Montebello. I omgivningarna runt Montebello växer i huvudsak städsegrön lövskog.